# بالیوویتسا
بالیوویتسا (به بلغاری: Balyuvitsa) یک منطقهٔ مسکونی در بلغارستان است که در شهرستان برکوویتسا واقع شده‌است.